# Acque interne

immagine illustrativa sul regime internazionale del mare

Nel diritto internazionale, le acque interne sono i fiumi, i laghi e la porzione di mare interna alla linea di base, ovvero alla linea di bassa marea della costa. Al pari delle altre zone del mare, le regole e la disciplina delle acque interne sono dettate dalla Convenzione di Montego Bay del 1982, tuttora in vigore.
Nelle acque interne la sovranità dello Stato è pari a quella che esso esercita sulla terraferma. Non vale quindi il diritto di passaggio inoffensivo (che deve essere concesso nel mare territoriale): le navi straniere che desiderano transitare nelle acque interne devono chiedere l'autorizzazione allo Stato costiero, fatta eccezione per le ipotesi di forza maggiore o grave pericolo.
L'articolo 8/2 della Convenzione Onu di Montego Bay (1982) relativo alle acque interne statuisce che "Quando una linea di base diritta determinata conformemente al metodo descritto all'articolo 7 ha l'effetto di assoggettare al regime di acque interne aree che in precedenza non erano considerate tali, il diritto di passaggio inoffensivo previsto dalla presente Convenzione si estende a quelle acque".
Le navi straniere autorizzate ad entrare nelle acque interne sono sottoposte alle leggi dello Stato costiero, con un'unica eccezione: la giurisdizione penale per i reati commessi su navi straniere attraccate in un porto è attribuita (solitamente) allo Stato di bandiera, salvo che il comandante della nave non richieda l'intervento delle autorità locali, che vi sia pericolo per la pace e la sicurezza dello Stato costiero o che siano violate norme doganali (art. 8 Convenzione di Montego Bay). I reati commessi nel porto e i reati ivi commessi dall'equipaggio di una nave straniera ricadono sempre nella giurisdizione dello Stato costiero.
Acque Promiscue: Art. 24 - Navigazione Promiscua
Le navi addette alla navigazione interna quando entrano in acque marittime, devono osservare le norme di polizia marittima e sono sottoposte alla vigilanza degli organi competenti per la navigazione marittima.
Parimenti le navi addette alla navigazione marittima quanto entrano in acque interne, devono osservare le norme di polizia in vigore per tali acque e sono sottoposte alla vigilanza degli organi competenti per la navigazione interna.
La disposizione era già contenuta, in precisi termini, nel Codice della Marina Mercantile. Precisa il regolamento i limiti entro i quali può svolgersi la navigazione ai sensi dell'art. in esame (primo comma art. 4 reg. n.i. - r.t.). Nei casi dubbi i limiti delle zone di navigazione promiscua sono stabiliti dal capo del compartimento marittimo e dal direttore dell'Ispettorato di Porto Compartimentale se entrambi d'accordo. Se manca tale accordo la competenza è attribuita ai Ministri dei Trasporti, per la Marina Mercantile e per la Difesa (Marina) i quali emettono un provvedimento congiunto.
Fuori dalle zone di navigazione promiscua la navigazione in acque interne di navi destinate alla navigazione marittima e viceversa la navigazione in acque marittime di navi destinate alla navigazione interna sono soggette alle disposizioni del regolamento e delle altre leggi e regolamenti speciali.
L'unica eccezione riguarda i trasporti riconosciuti di carattere eccezionale dai Ministri dei Trasporti e per la Marina Mercantile. Anche in questo caso deve trattarsi di un provvedimento congiunto e d'accordo.
Con provvedimento n° 698 del 12 aprile 1957 dell'Ispettorato Compartimentale per il Veneto sono state riconosciute di navigazione promiscua alcune zone del Compartimento Marittimo di Monfalcone, di Venezia, Chioggia e Ravenna (vedi All. 10).
Oltre i limiti fissati per la navigazione promiscua con il suindicato provvedimento, in seguito ad accordo raggiunto tra il Ministero della Marina Mercantile e il Ministero dei Trasporti, è stato consentito il transito marittimo e lungo la congiungente Chioggia - Porto Levante alle navi della navigazione interna subordinate all'osservanza delle seguenti condizioni; le navi devono:
1. avere una portata non inferiore alle 200 ton e devono essere munite di corrispondente contrassegno di bordo libero;
2. essere motorizzate e poter sviluppare velocità non inferiore a 6 miglia orarie;
3. essere riconosciute immediatamente idonee, dal punto di vista tecnico, alla traversata marittima da effettuarsi, sia inizialmente, e cioè al rilascio del certificato di navigabilità, sia in occasione delle successive periodiche convalide del documento ed anche tutte le volte in possa rendersi necessario nuovo accertamento in dipendenza di speciali occorrenze, quali sinistri, avarie, ecc., conformemente alle norme in vigore;
4. effettuare navigazione di puro transito, a completamento di quella svolta in misura preponderante su vie d'acqua interne, ed in condizioni di tempo e mare assicurate e comunque prevedibili.